# Словенський потік
Словенський потік (словац. Slovenský potok) — річка в Словаччині, права притока Білої, протікає в окрузі Кежмарок.
Довжина приблизно 9.5-10.0 км. Витік знаходиться в масиві Списька Маґура (геоморфологічна підодиниця Репіско); на висоті близько 995 метрів. Протікає територією села Словенска Вес.. Приймає води Войнянки.
Впадає у Білу на висоті приблизно 595 метрів.